# Bataille de Novare (1500)
Pour les articles homonymes, voir Bataille de Novare.
Deuxième guerre d'Italie
Batailles
- Forlì (it) (1499 - 1500)
- Novare (1500)

La bataille de Novare opposa le 8 avril 1500 les troupes du Roi Louis XII de France à celles du Duc de Milan, Ludovico Sforza.

## Historique
Le 24 mars 1500, le vicomte de Thouars, Louis II de La Trémoille, rejoint les armées françaises à Mortara avec un bataillon d'environ 6 000 hommes, quelques pièces d'artilleries, mais aussi un bataillon de 10 000 Mercenaires suisses engagés par le Baillie de Dijon. Les mouvements de troupes commencent dès le 5 avril, lorsque les armées françaises et leurs renforts tentent d'intercepter les troupes milanaises proches de la ville de Novare. La bataille est caractérisée par une forte présence de mercenaires, notamment des suisses présents dans les deux camps qui ont demandé dans les clauses de leur contrat de ne pas être forcé d'attaquer d'autres groupes de mercenaires suisses.
Dans ces conditions, lorsque les combats commencent à Novare le 8 avril, les mercenaires suisses des armées milanaises refusent d'agir contre leurs semblables sous les ordres de La Trémoille. Cette défection entraîne alors rapidement la retraite des troupes ducales, et cela malgré leur supériorité numérique initiale. Le duc de Milan et ses troupes doivent alors se réfugier dans la ville de Novare, qui est assiégée par les troupes françaises les jours suivants. Avec pour objectif de couper les routes menant vers Milan, La Trémouille fait alors fortifier les positions occupées par les armées françaises de Novare au Tessin, et bloque ainsi les ravitaillements et soutiens potentiels pour les milanais assiégés.
Durant la nuit du 9 avril, les mercenaires suisses au service du duché de Milan se mutinent et négocient leur capitulation, ils sont alors suivis par des Lansquenets allemands, autre groupe de mercenaires composant les troupes de Ludovico Sforza. La capitulation est finalement exécutée le 10 avril 1500, permettant aux Suisses et aux Lansquenets de retourner chez eux avec leurs affaires à condition de déposer les armes. Le reste des armées milanaises, composées principalement de troupes lombardes et d'estradiots [des cavaliers légers grecs et albanais], se retrouvent alors seuls en face de leurs assaillants. Le duc de Milan et ses troupes tentent alors une offensive pour ouvrir un passage vers le Tessin, mais sont finalement vaincus par les troupes françaises. Ludovico Sforza est alors capturé par les armées françaises et envoyé en France, où il vivra prisonnier jusqu'à sa mort en 1508 au Château de Loches.